# Harry K. Šigeta
Harry K. Šigeta (5. července 1877, Japonsko – 21. dubna 1963, Los Angeles) byl japonsko-americký fotograf.

## Životopis
Ve dvacátých letech byl aktivní na umělecké scéně Little Tokyo v Los Angeles Lakers. Přestěhoval se do Chicaga v roce 1924.
V Los Angeles byl učitelem fotografa Tójó Mijatakeho.